# Професионална гимназия по ветеринарна медицина "Проф. Д. Димов"
Професионалната гимназия по ветеринарна медицина „Проф. д-р Димитър Димов“ е средно-специално училище в Ловеч, което обучава ученици от осми до дванадесети клас, по специалността Ветеринарна медицина. Успешно завършилите обучението придобиват професионална квалификация ветеринарен техник или ветеринарен лаборант.

## История
Учебното заведение е основано през 1946 г., с решение на Министерството на земеделието, като държавно средно-специално училище за преработка и консервиране на хранителни продукти от животински произход.
През учебната 1949/50 година, с решение на Министерството на земеделието и горите училището е трансформирано във Ветеринарно-техническо училище с прием от девети клас и срок на обучение 2 години, като завършилите добиват професионална квалификация ветеринарен техник.
От учебната 1951/52 година училището е преобразувано в Техникум по ветеринарна медицина с четиригодишен срок на обучение и прием от 7 клас.
През учебната 1956/57 година е изградено учебно-опитно стопанство, където се отглеждат коне, говеда, овце, свине, птици, зайци и други животни. Опитната база се развива и продължава да се ползва за практическо обучение на учениците, и днес.
През 2003 г. Ветеринарномедицинският техникум е преобразуван в Професионална гимназия по ветеринарна медицина.
През почти 60-годишното си съществуване ПГВМ е обучила и дипломирала над 9200 ветеринарни техници и лаборанти, които успешно се реализират в сферата на селското стопанство, хранително вкусовата промишленост, институтите и опитните станции в страната.
От ПГВМ „Проф. д-р Д. Димов“ са започнали професионалния си път в областта на ветеринарната медицина 7 професори и редица изтъкнати научни работници.